# Aelius-Everhard Vorst
Aelius-Evrard Vorst, latinisé en Aelius Everhardus Vorstius, est un médecin et botaniste néerlandais né le 26 septembre 1565 à Ruremonde et mort le 22 octobre 1624 à Leyde.

## Biographie
Fils de Henricus et de Maria Vorstius Schaeria, Vorst était issu d’une famille illustre qui occupait de hautes fonctions au sein de l’Église et de l’État. Après avoir passé son enfance chez ses grands-parents maternels, à Venlo, il effectue ses premières études à Dordrecht, où les troubles qui désolaient la Hollande avaient obligé ses parents à se retirer. Il entre, le 28 avril 1580, à l’université de Leyde pour faire ses humanités, où il assiste ensuite aux conférences médicales de Bonaventure de Smet, Pieter Tiara et Juste Lipse.
Le 18 janvier 1586, il prend le chemin de l’Allemagne pour poursuivre ses études de philosophie et de médecine à l’université de Heidelberg et, quatre ans plus tard, à l’université de Cologne. La réputation dont jouissaient alors les universités d’Italie le pousse à s'y rendre. Il suit, à l’université de Padoue, les cours de Girolamo Capodivacca, de Bernardino Paterno, de Jérôme Fabrice et de Girolamo Mercuriale. Ce dernier quitte Padoue pour l’université de Bologne, il l’y suit et étudie également sous Giovanni Costeo (de) et Gaspare Tagliacozzi. Passé ensuite à l’université de Ferrare, il étudie sous Girolamo Brassavola (1536-1594). Après avoir reçu, en 1594, son doctorat en médecine à Padoue, Alfonso Cataneo, premier médecin du duc Alphonse, qui l’avait pris en amitié, lui attribue une place de médecin auprès de Niccolò Grana, l’évêque napolitain d’Anglona. Vorst vit trois ans chez ce prélat, après la mort duquel il passe au service du marquis de Querceto, Fabrizio Pignatelli, pratiquant la médecine encore une année à Naples tout en recherchant des antiquités.
En 1596, après avoir voyagé pendant près d’une dizaine d’années, il éprouve le désir de revoir son pays. Il quitta l’Italie pour revenir à Ruremonde, où il est presque aussitôt appelé à Delft où il se lia d’amitié avec l’antiquaire Abraham Gorlaeus, possesseur d’un intéressant cabinet de curiosités.
Vorst obtient, le 9 novembre 1598, sur la recommandation de Scaliger qui connaissait son mérite, la chaire de professeur extraordinarius de philosophie naturelle à l’université de Leyde. Le 22 septembre de l’année suivante, il succède à Geraert de Bondt (de), mort le 15 septembre, dans la chaire d’histoire naturelle et de médecine. Ses cours étaient consacrés aux Institutiones (les fondements théoriques de la médecine) au centre desquels il plaçait les principes d’Hippocrate. Le 8 mai 1617 après la mort de Pieter Pauw, la chaire de botanique, science qu’il avait étudiée avec beaucoup de distinction sous Jacopo Zabarella à Padoue et sous Ulisse Aldrovandi à Bologne, lui échut, avec la direction du Jardin botanique de Leyde créé par Charles de L'Écluse, mission qu’il a accomplie avec un certain mérite.

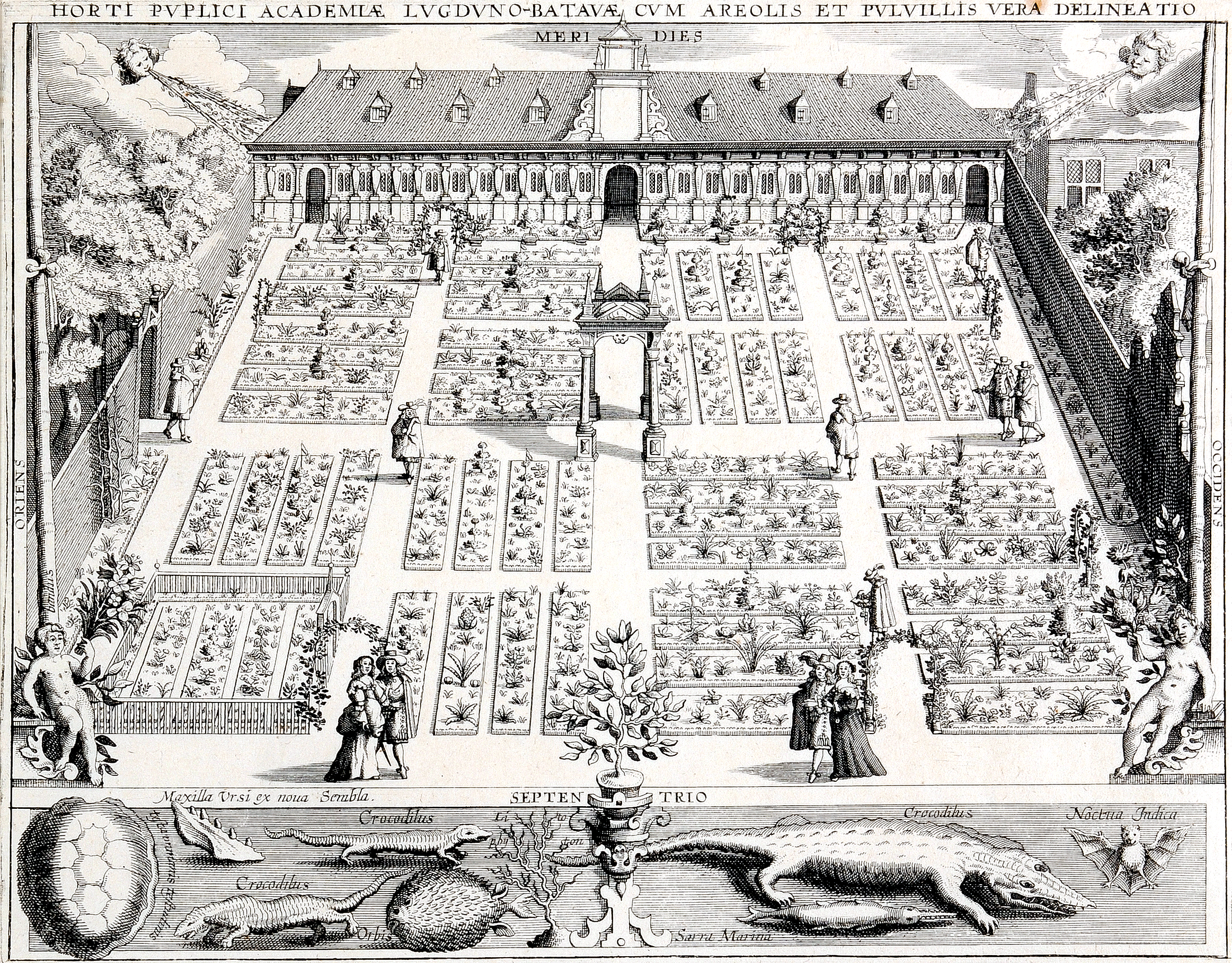
Estampe représentant le Hortus Botanicus Leiden à l’époque où Vorst en avait la direction. d’après Jan Cornelisz. van 't Woudt, 1610.

A sa mort, après vingt-huit ans de professorat, Vorstius avait travaillé, en plus de ses études de médecine, sur les langues allemande, française, italienne et espagnole, mais aussi sur l’histoire, l’archéologie, la numismatique et l’héraldique. Il avait également pris part à l’administration de l’université de Leyde, dont il fut quatre fois recteur, en 1609, 1612, 1621 et 1622. Quoique très érudit, Vorst n’a presque rien écrit. Il promettait une édition du Traité de Celse de re medicâ ; un Recueil de ses observations d’histoire naturelle et d’antiquités, effectuées pendant son séjour dans le royaume de Naples et l’Histoire des poissons de la Hollande. Quoique annoncés par plusieurs bibliographes, ces trois ouvrages ne sont jamais parus, et on ignore même s’ils existent en manuscrit. Outre une Lettre à Gorlœus, imprimée au-devant de la Dactyliotheca, on n’a de lui que deux oraisons funèbres, celle Charles de L'Écluse (Leyde, 1609, in-8°), et celle de Pauw (Leyde, 1617, in-4°), et un petit commentaire De annulorum origine, placé par Abraham Gorlaeus en tête de son ouvrage Dactyliotheca (Leyde, 1599, in-4°). Son fils Adolph lui succède dans la chaire de botanique, continuant son travail de publication du catalogue des plantes du Jardin botanique de Leyde,.

## Sources
- A. J. L. Jourdan, Dictionaire des sciences médicales : Biographie médicale, t. 7, Paris, Charles-Louis-Fleury Panckoucke, 1825, 535 p. (lire en ligne), p. 454.
- « Aelius-Everhard Vorst », dans Louis-Gabriel Michaud, Biographie universelle ancienne et moderne : histoire par ordre alphabétique de la vie publique et privée de tous les hommes avec la collaboration de plus de 300 savants et littérateurs français ou étrangers, 2e édition, 1843-1865 [détail de l’édition]